# Alice Voinescu

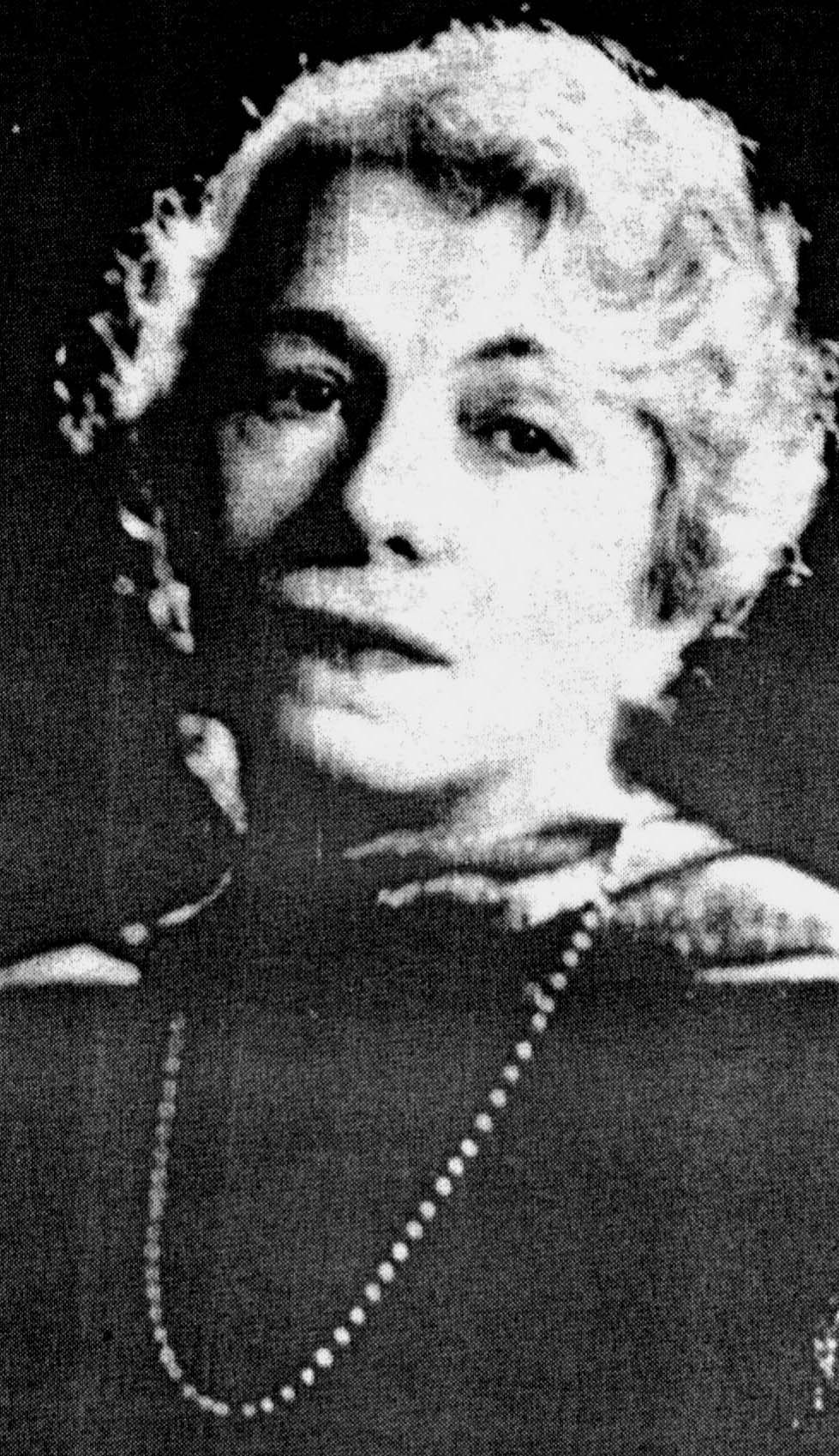
Alice Voinescu (1885–1961)

Alice Voinescu, geborene Steriade (auch in der Schreibung Stériad und Steriadi), (* 10. Februar 1885 in Turnu-Severin, Königreich Rumänien; † 3. auf 4. Juni 1961 in Bukarest) war eine rumänische Philosophin, Essayistin, Hochschullehrerin und Übersetzerin, die in kommunistischer Zeit unter Verfolgung zu leiden hatte. Sie war die erste Rumänin mit einem philosophischen Doktorgrad und der Berufsbezeichnung Universitätsprofessor.

## Ausbildung

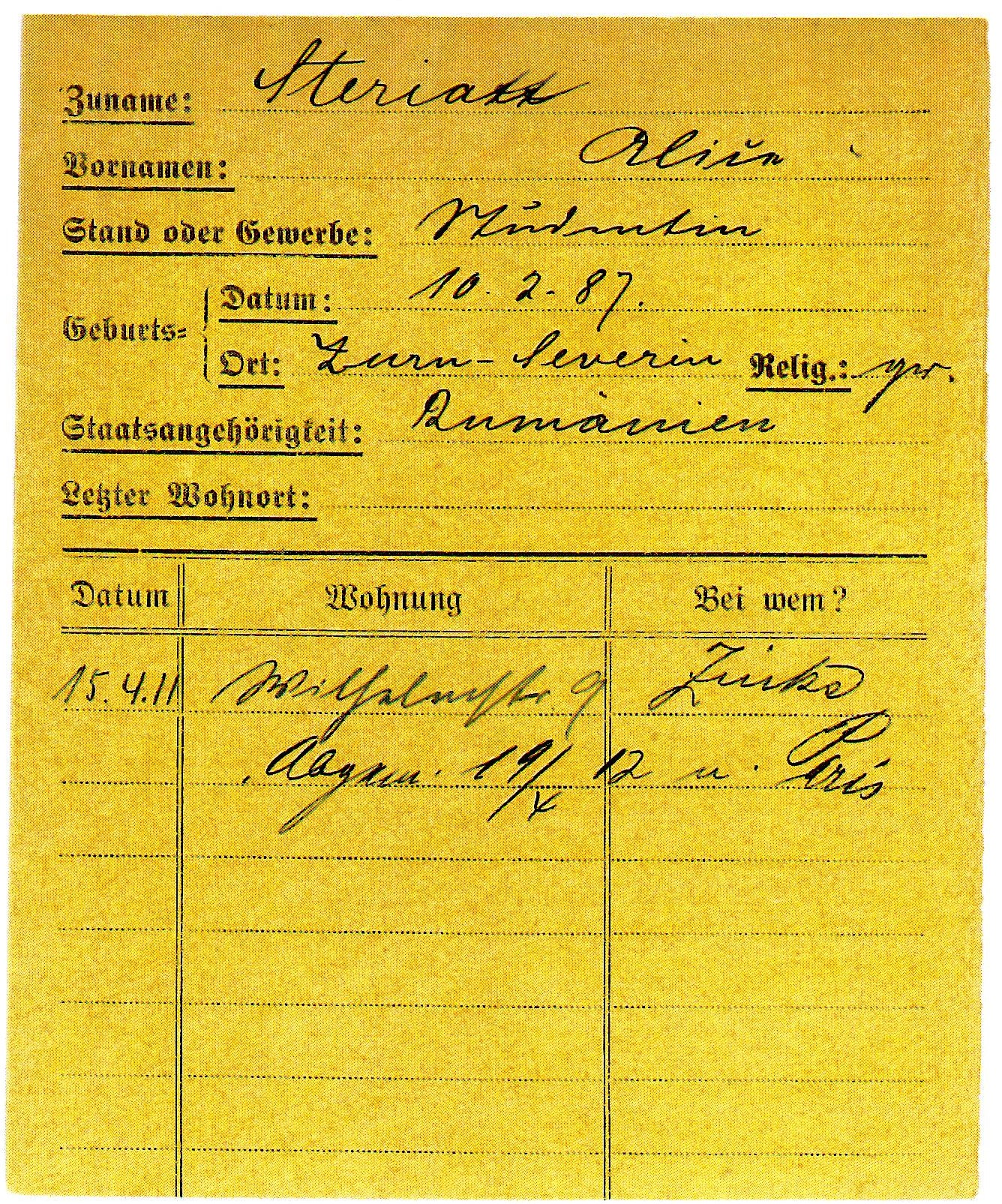
Meldekarte der Studentin „Alice Steriad“ (Zuname zunächst verschrieben mit „tt“ statt „d“) in der Einwohner-Kartei der Stadt Marburg, angemeldet am 15. April 1911, abgemeldet am 19. April 1912 nach Paris

Alice Steriade wurde als Tochter des an der Sorbonne promovierten rumänischen Advokaten Sterie Steriadi und seiner Ehefrau Massinca, geborene Poenaru, in Turnu-Severin im südwestlichen Rumänien geboren. Schon als Kind lernte sie – wie in rumänischen Familien des Bildungsbürgertums jener Zeit nicht unüblich – neben ihrer rumänischen Muttersprache auch Deutsch und Französisch. Nach dem Besuch des Lyzeums in Turnu-Severin absolvierte sie die Fakultät für Philologie und Philosophie an der Universität Bukarest mit Abschluss im Jahr 1908.
Im Jahr 1909 begab sie sich auf eine akademische Bildungsreise an die Universität Leipzig, wo sie bei Theodor Lipps und Johannes Volkelt Seminare besuchte. 1910 reiste sie über München weiter nach Paris, wo sie an der Sorbonne bei Lucien Lévy-Bruhl eine Dissertation über den Neukantianismus und die Marburger Schule anzufertigen beabsichtigte, deren Ideenkonzept sie in Leipzig kennengelernt hatte.
Auf Anraten Levy-Bruhls ging sie im Frühjahr 1911 für ein Jahr an die Universität Marburg, um die Protagonisten des Neukantianismus Hermann Cohen und Paul Natorp persönlich kennenzulernen. Hier freundete sie sich im Schülerkreis der beiden mit dem Baltendeutschen Nicolai Hartmann an, der später ein bedeutender Vertreter der ontologischen Philosophie wurde. Bereits 1912 konnte sie bei Lucien Lévy-Bruhl an der Sorbonne ihre Dissertation einreichen; Alice Steriade erwarb damit als erste Rumänin überhaupt den akademischen Grad eines Doktors der Philosophie. Die Schrift mit dem Titel L’interprétation de la doctrine de Kant par l’École de Marburg ist 1913 in Paris mit der Namensschreibung Alice Stériad veröffentlicht worden.
Nach ihrer Rückkehr nach Rumänien heiratete sie 1915 ihren Verlobten, den Advokaten Stelian Voinescu, genannt „Stello“, dessen Familiennamen sie anschließend führt; die Ehe beschreibt sie als problembeladen.

## Berufsleben
Erst 1922 trat Alice Voinescu als Professorin für Ästhetik und Theatergeschichte am Bukarester Königlichen Konservatorium für Musik und Theaterkunst ins Berufsleben ein; sie wurde dadurch die erste Rumänin, die den berufsbezogenen Titel profesor universitar („Universitätsprofessor“) erhielt. Von 1925 bis zum Beginn des Zweiten Weltkriegs 1939 folgte sie jährlich den Einladungen zu den Dekaden von Pontigny in Frankreich, einem von Paul Desjardins organisierten Treffen herausragender europäischer Kulturschaffender, unter ihnen André Malraux, André Gide, die Brüder Thomas und Heinrich Mann, T.S. Eliot, auch der Romanist Ernst Robert Curtius. In den 1930er Jahren reiste sie zudem zweimal nach Italien und einmal nach Großbritannien, um dort Konferenzen zu besuchen.
Sie war volksbildnerisch im Rundfunk tätig, hielt auch Vorträge in der Universitatea Liberă (einer Art Volkshochschule), publizierte über Montaigne, sie lieferte umfangreiche Beiträge über den französischen Skeptizismus sowie zur Marburger Schule für das Monumentalwerk Istoria filosofiei moderne (Geschichte der Gegenwartsphilosophie). Ebenso schrieb sie Theaterkritiken und 1938 eine französischsprachige Broschüre mit dem Titel Contribution de la psychologie dans l’assistance en Roumanie (Beitrag der Psychologie zur Sozialarbeit in Rumänien), in der Bezüge zur pädagogischen Philosophie Paul Natorps erkennbar sind.
Im Jahr 1940 starb ihr Ehemann Stello, den sie aber in ihrem literarischen Tagebuch, das sie 1929 auf Anregung des späteren Literatur-Nobelpreisträgers Roger Martin du Gard – eines Bekannten aus Pontigny – begonnenen hatte, in der Namenform Stelu als Gesprächspartner fiktional weiterleben lässt. Nicht wenige Abschnitte schrieb sie in französischer, deutscher und auch englischer Sprache. Unter dem rumänischen Titel Jurnal (= Tagebuch) im Jahr 1997 postum publiziert, gilt es als bedeutendes intellektuelles Zeugnis der gesellschaftlichen Umbrüche in Rumänien in der ersten Hälfte des 20. Jahrhunderts.
1941 veröffentlichte sie den Band Aspecte din teatrul contemporan (Aspekte des zeitgenössischen Theaters).

## Verfolgung und Wirken in der Nachkriegszeit

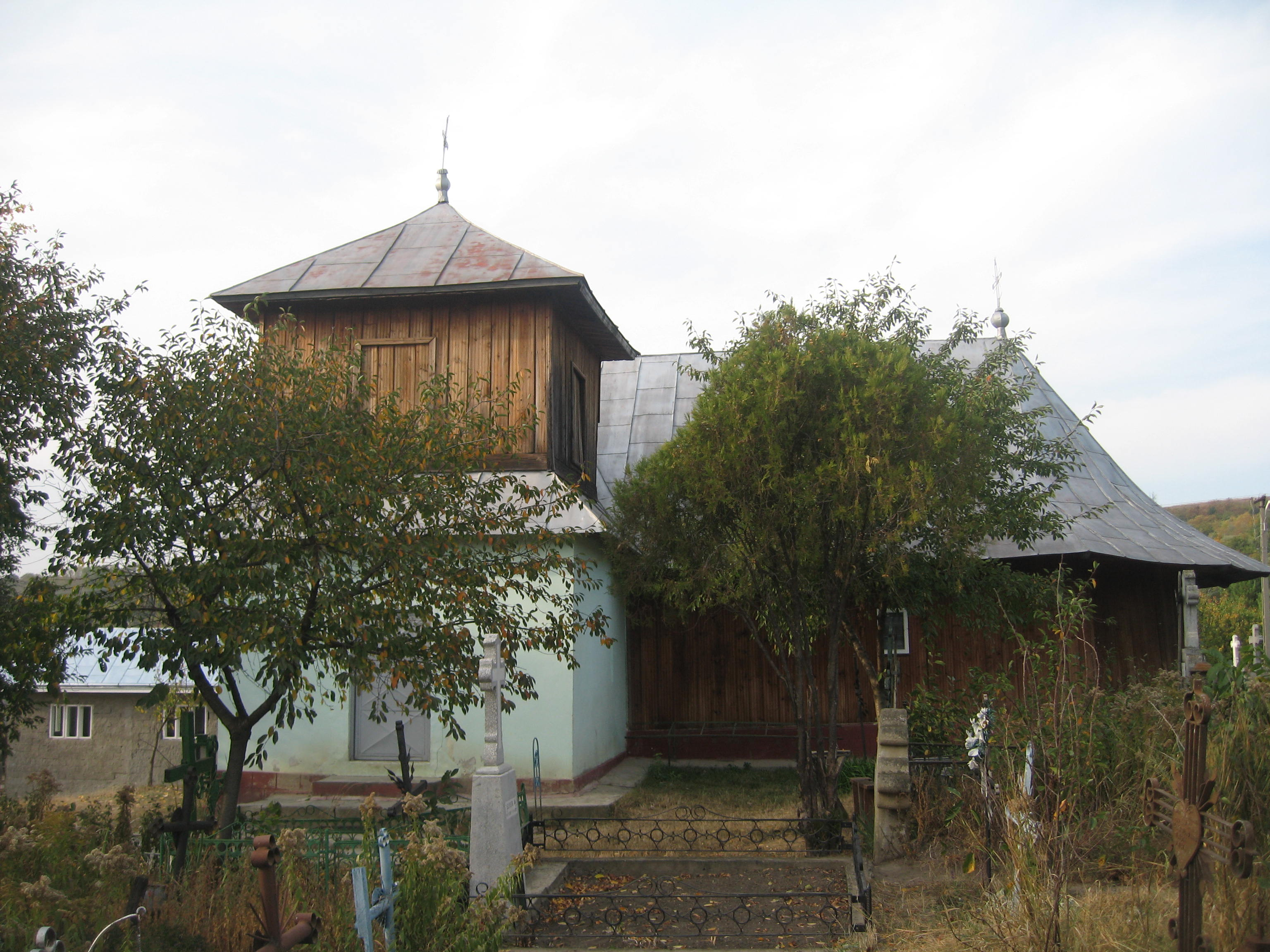
Holzkirche im Verbannungsort Costeşti, Kreis Jassy

Im Jahr 1948 wurde Alice Voinescu zwangspensioniert, weil sie sich gegen die Absetzung König Michaels I. von Rumänien durch die Kommunisten mit der Bemerkung aussprach: „Wer seine Geschichte nicht anerkennt, hat keine Zukunft.“ Sie hatte sich in den vorausgegangenen Jahrzehnten im intellektuellen Umfeld des Königshauses bewegt und war mehrfach Gast in der königlichen Residenz Schloss Peleș in Sinaia.
Zwei Jahre nach ihrer Entlassung begann sie mit dem Verfassen der Briefe an meinen Sohn und meine Tochter, zwei fiktiven Figuren, denn ihre Ehe war kinderlos geblieben. Ihnen vertraute sie bis ins Jahr 1957 ihre Gedanken an und gab damit ihre bedrückenden persönlichen Erlebnisse in der Stalinzeit der Nachwelt weiter: 1951 wurde sie verhaftet und in einem politischen Prozess zu 19 Monaten Zwangsarbeit in einem Arbeitslager verurteilt, danach in das kleine stadtferne nordostrumänische Dorf Costești im Kreis Jassy verbannt, wo ihr jede wissenschaftliche Arbeit untersagt war. Erst 1954 konnte sie wieder nach Bukarest zurückkehren.
Nun arbeitete Alice Voinescu als literarische Übersetzerin, unter anderem von Kleists Michael Kohlhaas und den Novellen von Thomas Mann. Nachdem sie 1960/1961 noch die Begegnungen mit tragischen Helden in Literatur und Drama zusammengestellt hatte, in die auch frühere Schriften eingeflossen sind und die erst 1983 veröffentlicht wurden, starb Alice Voinescu in ärmlichen Verhältnissen in der Nacht vom 3. auf den 4. Juni 1961.

## Nachwirken

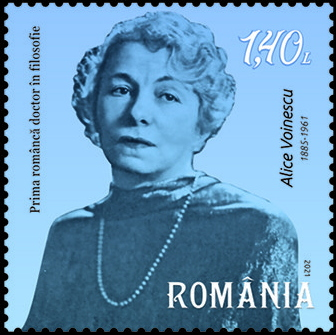
Rumänische Briefmarke vom Jahr 2021

Seit der politischen Wende in Rumänien 1990 wird Alice Voinescu und ihre bedeutende Rolle für die rumänische Kultur vermehrt wahrgenommen. Ihre Schriften werden publiziert oder wiederaufgelegt, die im Original französischsprachige Dissertation ist 1999 in rumänischer Übersetzung erschienen. Insbesondere erfährt sie nunmehr auch als Pionierin beim Kampf um die Gleichberechtigung der Frauen in der Wissenschaft die verdiente Würdigung. Ihr hartes Lebensschicksal wird mit dem des Philosophen Lucian Blaga in Beziehung gesetzt, und ihr Einfluss auf den Ontologen Constantin Noica, der zu ihrem Bekanntenkreis zählte, ist Gegenstand philosophiehistorischer Debatten.
Postume Ehrungen Alice Voinescus sind die Benennung einer Schule nach ihr in ihrer Geburtsstadt Drobeta-Turnu-Severin (Ṣcoala Gimnazialǎ "Alice Voinescu") und die Einrichtung einer Alice-Voinescu-Kulturstiftung (Fundatia Culturalā "Alice Voinescu"). Die öffentliche Bücherei in ihrem Verbannungsort Costești heißt heute Biblioteca Comunală "Alice Voinescu". In der Gedenkstätte der Opfer des Kommunismus Memorial Sighet im Komitat Maramuresch sind erschütternde Dokumente aus ihren Tagebuch-Aufzeichnungen während der Haft im Arbeitslager Teil der Ausstellung.

## Werke (in Auswahl)
- Alice Stériad: L‘interprétation de la doctrine de Kant par l’école de Marburg: Étude sur l’idéalisme critique, Giard & Brière, Paris 1913.
- Alice Voinescu: Montaigne. Omul și opera [Montaigne. Mensch und Werk], Revista Fundațiilor Regale, Bukarest 1936.
- Dies.: Aspecte din teatrul contemporan [Aspekte des zeitgenössischen Theaters], Fundația Regală pentru Literatură și Artă, Bukarest 1941.
- Dies.: Eschil [Aischylos], Rev. Fundațiilor Regale, Bukarest 1946.
- Dies.: Întâlnire cu eroi tragici din literatură și teatru [Begegnungen mit tragischen Helden in Literatur und Theater], Ausgabe besorgt von Dan Grigorescu, Editura Eminescu, Bukarest 1983.
- Dies.: Scrisori către fiul și fiica mea [Briefe an meinen Sohn und meine Tochter], Editura Dacia, Cluj-Napoca 1994.
- Dies.: Jurnal [Tagebuch], Editura Albatros, Bukarest 1997. Neuauflage, 2 Bände, Humanitas, Bukarest 2013.
- Dies.: Kant și școala de la Marburg [Kant und die Marburger Schule; Übers. der Diss.], Editura Eminescu, Bukarest 1999.
- Dies.: Scrisori din Costești [Briefe aus Costești], hrsg. und mit Anmerkungen versehen v. Constandina Brezu, Editura Albatros, Bukarest 2001.